# Ludwig Wilhelm Wichmann

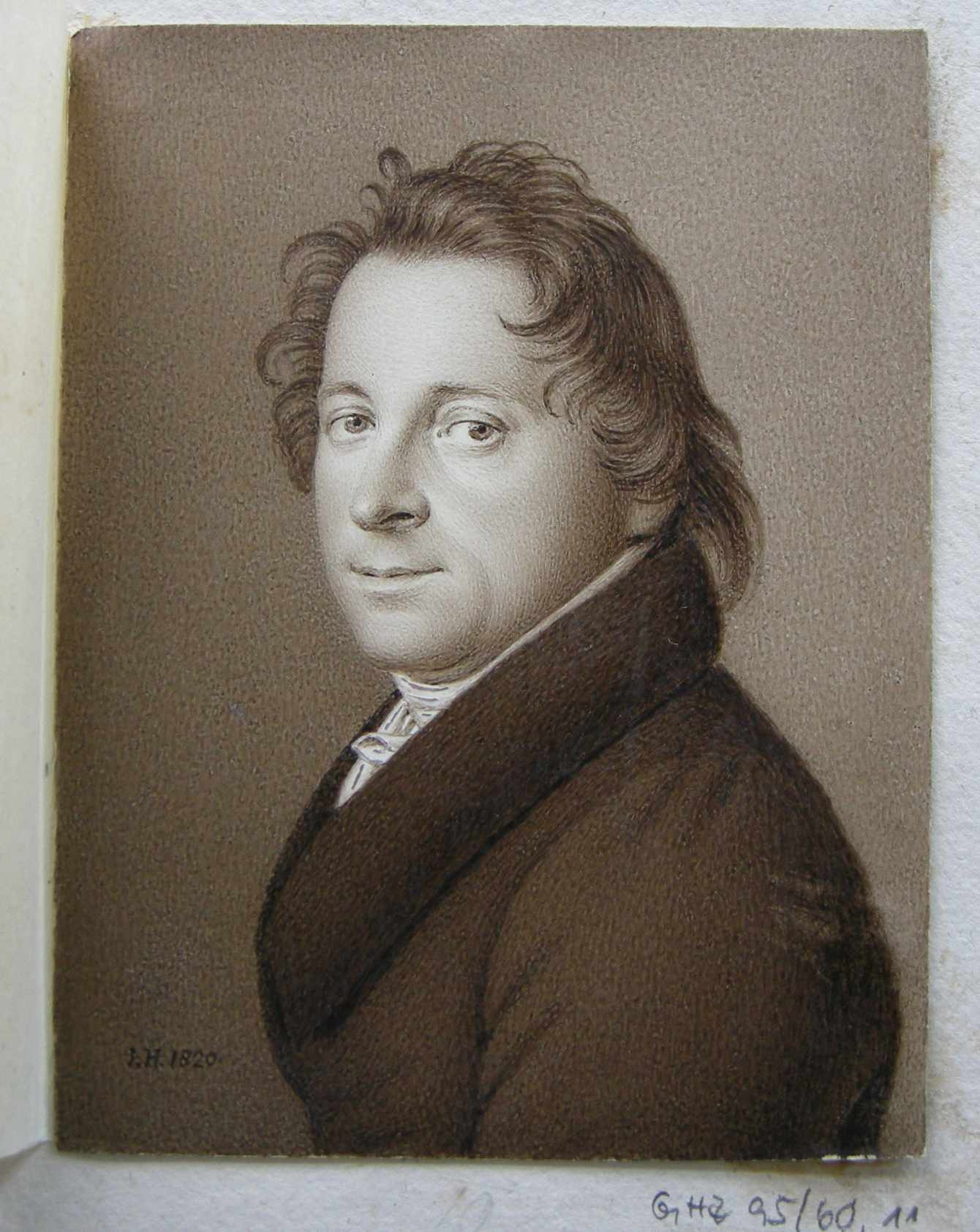
Ludwig Wilhelm Wichmann 1820 von Johann Heusinger 1820 für den Berlinischen Künstlerverein

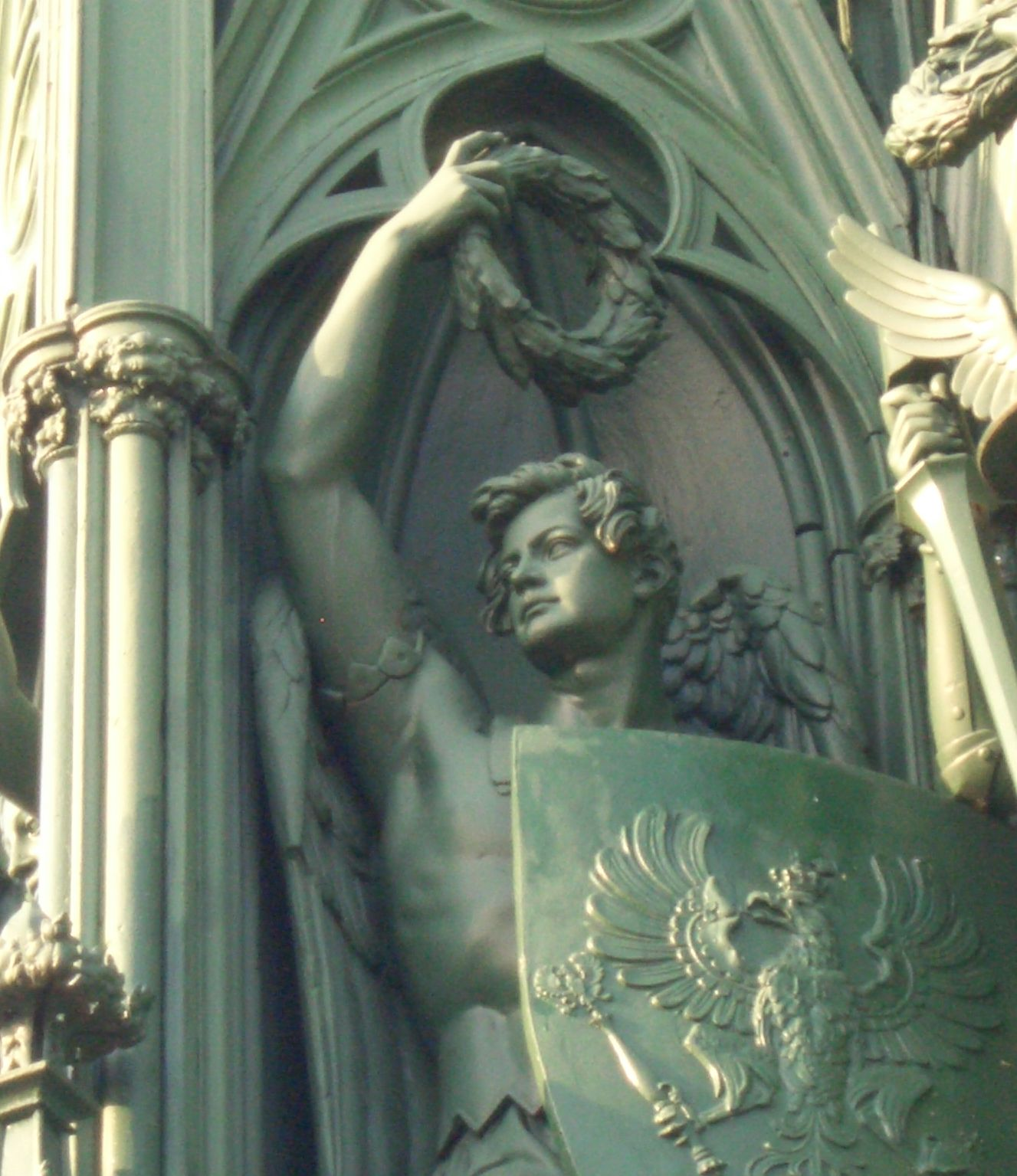
Der blutjunge spätere Kaiser Wilhelm I als Genius, Kreuzberg-Nationaldenkmal (um 1821)

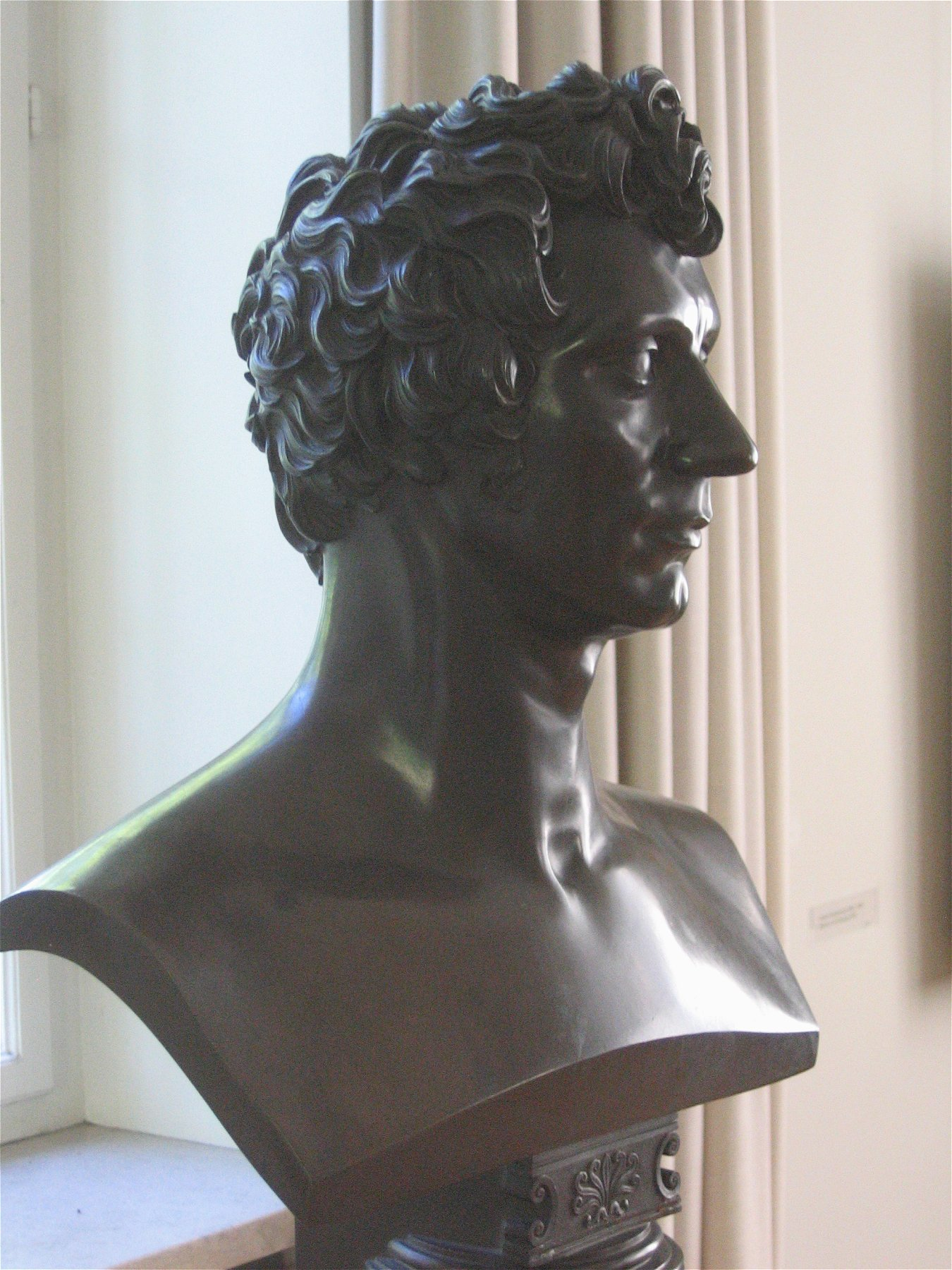
Leo von Klenze, 1831

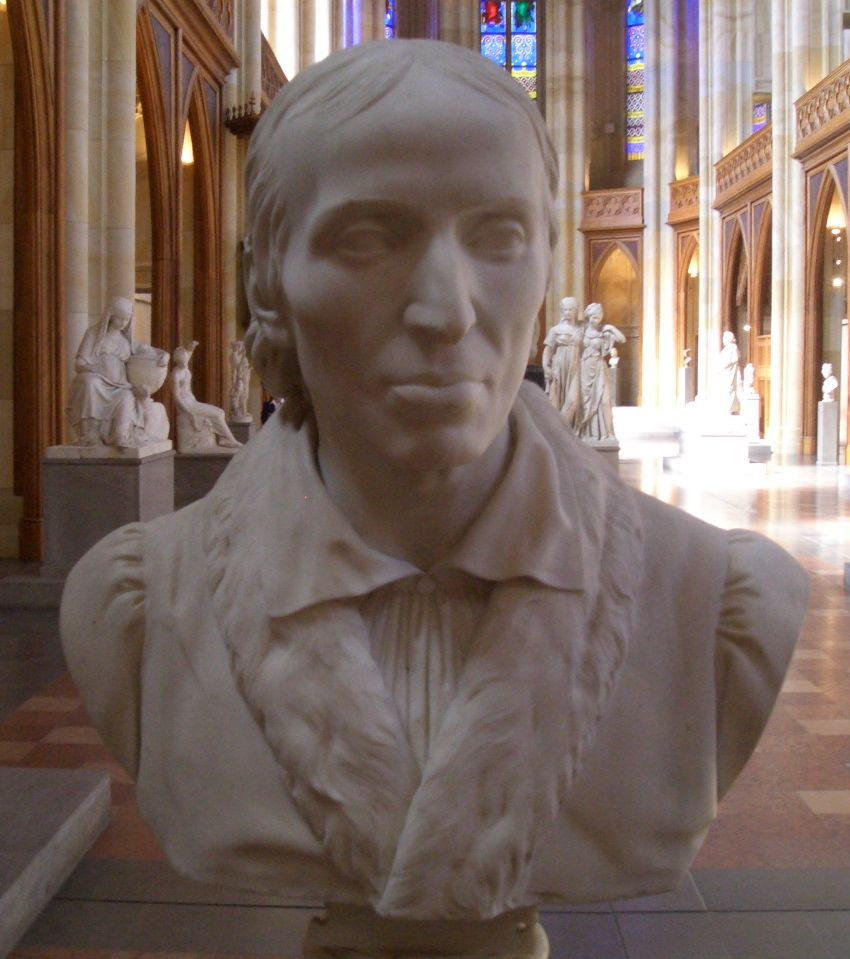
Büste seines Schwiegervaters Tobias Feilner, Marmor, 1840

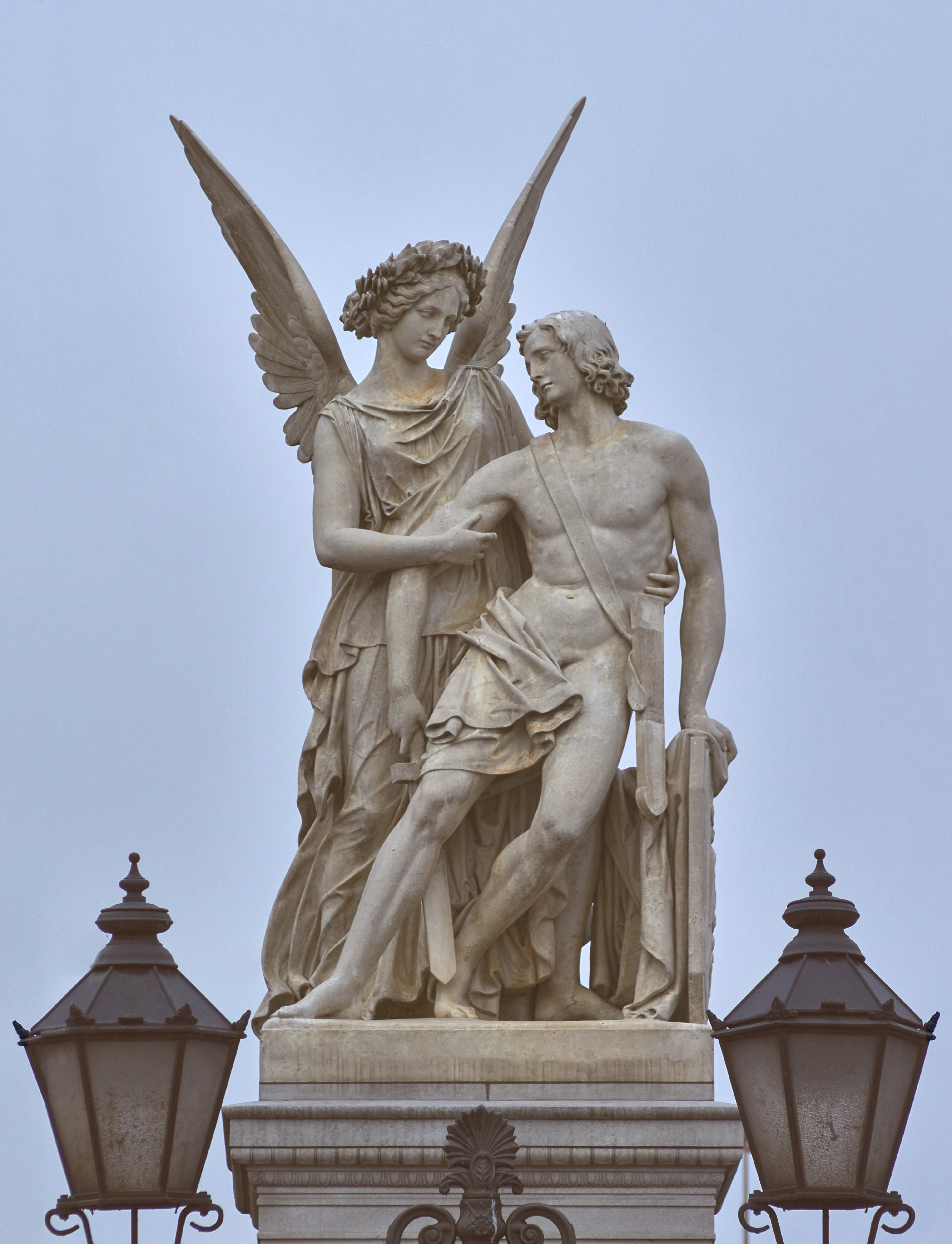
Nike richtet den Verwundeten auf – Berlin Schloßbrücke – 1853

Ludwig Wilhelm Wichmann (* 10. Oktober 1788 in Potsdam; † 29. Juni 1859 in Berlin) war ein deutscher Bildhauer.

## Leben
Ludwig Wichmann wurde 1788 geboren. Sein älterer Bruder war der Bildhauer Karl Wichmann. Ab 1800 lernte er als Schüler im Atelier von Johann Gottfried Schadow, war er unter anderem an der Ausführung des Blücher-Denkmals in Rostock und am Luther-Denkmal in Wittenberg beteiligt war.
In den Jahren von 1809 bis 1813 lebte er in Paris und arbeitete in den Ateliers von François Bosio und Jacques-Louis David. Nach seiner Rückkehr nach Berlin war er wiederum im Atelier von Schadow tätig. In den Jahren 1818 bis 1826 beteiligte er sich am Statuenschmuck des von Karl Friedrich Schinkel entworfenen Nationaldenkmals für die Befreiungskriege, acht Genien als Allegorien der Siege in den Befreiungskriegen mit Porträtköpfen von Mitgliedern des Königshauses und von Heerführern. Aus Zeitdruck von Christian Daniel Rauch und Christian Friedrich Tieck zu dem Projekt hinzugezogen, führte er den Genius der Schlacht von Katzbach und den Genius der Schlacht von Bar-sur-Aube nach eigenen und sechs weitere Genien nach Entwürfen der beiden anderen Künstler aus. 1818 wurde er nach dem Tod von Emanuel Bardous dessen Nachfolger als Lehrer der Bossier- und Modellierklasse an der Berliner Kunstgewerbeschule. 1819 ernannte ihn die Preußische Akademie der Künste zu ihrem Mitglied.
Gemeinsam mit seinem Bruder verbrachte er die Jahre von 1819 bis 1821 in Italien, vor allem in Rom. Nach der Rückkehr gründeten die Brüder gemeinsam ein Atelier, das auf Porträtbüsten spezialisiert war. 1832 wurde Ludwig Wichmann zum Professor an der Kunstakademie ernannt.
Für seinen Schwiegervater, den Tonwarenfabrikanten Tobias Feilner, modellierte Ludwig Wichmann Terrakotten, unter anderem für dessen von Schinkel entworfenes Wohnhaus. Auch die Figur des Erzengels Michael an der Friedrichswerderschen Kirche wurde nach seinem Modell in gebranntem Ton ausgeführt.
In späteren Jahren hielt er sich 1851/52, 1854/55 und 1857/58 abermals in Rom auf.
Ludwig Wichmann starb 1859 im Alter von 70 Jahren in Berlin und wurde auf dem Luisenstädtischen Friedhof beigesetzt. Das Grabmal ist nicht erhalten geblieben.
Er war der Vater des Genremalers Otto Wichmann und des Komponisten und Schriftstellers Hermann Wichmann.

## Ehrungen
In Berlin-Tiergarten wurde 1873 die Wichmannstraße nach ihm benannt, die auch heute noch den Namen trägt.
Reinhold Begas (1831–1911), dessen Taufpate und Lehrer Wichmann gewesen war, modellierte 1859 eine Porträtbüste Ludwig Wichmanns. Um 1876 in Marmor ausgeführt. Das formal noch der Rauchschule angehörende Werk zeigt in der stark veristischen Wiedergabe des üppigen Pelzkragens und des dynamisch formulierten Halstuchs deutlich moderne – so genannt neubarocke – Tendenzen, für die Reinhold Begas bekannt werden sollte. Die Marmorbüste gelangte aus dem Nachlass der Witwe Wichmann (geb. Feilner) in die (Alte) Nationalgalerie und wird seit 2020 im Rahmen der Neupräsentation der Skulpturen der Berliner Bildhauerschule des 19. und frühen 20. Jahrhunderts in der Friedrichswerderschen Kirche am Werderschen Markt in Berlin-Mitte ausgestellt.

## Werke
- 1808: Büste Prinz Wilhelm
- 1818–1826: Beteiligung am Statuenschmuck des Kreuzbergdenkmals (Genius der Schlacht an der Katzbach, Genius der Schlacht von Bar-sur-Aube und sechs weitere Genien nach Entwürfen von Rauch und Tieck)
- 1826: Amor und Psyche, SPSG, Potsdam
- 1827: Büste Henriette Sontag, Mittelrhein-Museum, Koblenz
- 1828: geflügelter Erzengel Michael und zwei Engel als bauplastischer Schmuck des Portals der Friedrichswerderschen Kirche, Berlin
- 1828/1829: Terrakotten am Feilner’schen Wohnhaus, Berlin (zerstört)
- 1838: Porträtbüsten Tobias Christoph Feilner und Johann Friedrich Ancillon, Nationalgalerie Berlin
- 1842: (Modell) Wasserholendes Mädchen, Nachguss Marlygarten, Potsdam[2] (jetzt Marktplatz in Bad Liebenwerda)
- 1840–1850: Statue Johann Joachim Winckelmann in Stendal (Bronze), auch als Marmorstatue in der Nationalgalerie Berlin
- vier weibliche Attikafiguren als Akroterien am Alten Museum, Berlin
- 1846: Der Genius als Pilger, Friedenskirche, Säulenhalle am Friedensteich, Potsdam (1997/98 durch Bronzeabguss ersetzt)
- um 1849: Angelnder Knabe, am Gartenhaus der Villa Tieck, Potsdam
- um 1851: Carl Friedrich Rungenhagen (1778–1851), Gips, Stiftung Stadtmuseum Berlin
- 1853: Figurengruppe Nike richtet den verwundeten Krieger auf, Schlossbrücke Berlin